# Павловська (Онезький район)
Павловська (рос. Павловская) — присілок в Онезькому районі Архангельської області Російської Федерації.
Населення становить 25 осіб. Входить до складу муніципального утворення Порозьке поселення.

## Історія
Від 2004 року входить до складу муніципального утворення Порозьке поселення.

## Населення
| 2002 | 2010 | 2012 |
| ---- | ---- | ---- |
| 21   | ↘19  | ↗25  |